# Репінська культура
Репінська культура, Рєпінська культура - археологічна культура мідної доби Східної Європи. 

## Дослідження
Названа за поселенням поблизу хутора Репін на Дону у Воронізькій області, що було розкопане І.В. Синіциним. Знахідки поселення у хутора Репіна тотожні середньому шару Михайлівського поселення у нижній Надніпрянщині.
Протягом тривалого часу репінські пам’ятки вважалися найдавнішими у системі ямної культурно-історичної спільноти. Проте у 1980 році російський археолог А.Т. Синюк виділив їх в окрему культуру. Спочатку він вивчаючи пам'ятки середнього Наддоння розділив їх на чотири етапи розвитку:
- нижньодінський,
- середньостогівський,
- рєпінський та
- городцовський (класична ямна культура).

Два останні етапи Синюк розглядав як складові ямної культури. Проте він виділив репінську культуру середнього Наддоння за наявність класичних репінських речей, за відсутності городцовських (ямних) поселень.
Синюк виділив 2 етапи розвитку культури за пам'ятками поселення Університетське-3, де посуду верхнього горизонту більш притаманним є перлинний орнамент у поєднанні з шнуровим та мало трапляються наколи і відбитки відступаючого штампа, а також переважають горщики з ледь наміченим жолобком, орнаментовані лише перлинами й насічками на зрізі вінець, і посуд яйцеподібної форми з прямими або стягненими вінцями.

## Датування
Кінець IV — початок III тисячоріччя до нашої ери
За А.Т. Синюком репінська культура поділяється на 2 етапи:
- ранній етап — межа 4—З тисячоріччя — перша половина 3 тисячоріччя до н. е. — рєпінське населення локалізувалося, головним чином, на середньому Подонні та на його притоках, хоча окремі пам’ятки є й у Надволжі;
- пізній етап — другої половини 3 — межі 3—2 тисячоріччя до н. е. — зона його мешкання значно розширилася на північ та у південно-західному напрямі (Михайлівка у нижній Наддніпрянщині).

Отже, за Синюком, ранній період репінської культури збігається з другим періодом середньостогівської, а пізній етап — із ямною культурою.
Ю.Я. Рассамакін висловив небезпідставні сумніви щодо синхронізації А.Т. Синюком раннього етапу репінської культури з хвалинською та скелянською культурами і час її формування відніс до фінального Трипілля-С2. Він вважав, що на південному заході сусідами репінців були деріївська та квітянська культури, а на півдні - костянтинівська.

## Поширення
Пам’ятки її поширені в лісостеповій та степовій Донщині, північно-західних районах Надкаспію, у степах Надволжя, Східної України та на півдні Українського лісостепу.
У Волзько-Каспійському регіоні налічується 10 археологічних пам'яток репінської культури, що ймовірно, змінила тут хвалинську культуру.
Відмічено рух репінців на початку III тисячоріччя до н. е. з Подоння на Лівобережну Україну, де вони досягли Низового Подніпров'я.
Олимпія Шапошникова вважала повною аналогією середньому та верхньому шарам Михайлівки Скелю Каменоломню Волоського. До відкриттів пам'яток на нижньому Доні та Волзі вона отожнювала середній шар Михайлівки до репінської культури. Після відкриття поховань в Орільсько-Самарському межиріччі експедицією І.Ф. Ковальової Олимпія Шапошнікова зазначає, що ранній етап ямної культури в Україні репрезентовано двома локальними типами пам’яток — репінськими та типу Михайлівка-II. Проте у степах північного Надчорномор'я та Надозів'я повністю відсутні репінські пам'ятки.
Олимпія Шапошникова розділила межі рогачинської (дніпрові правобережній та лівобережний степ) та репінської (лівобережний лісостеп України) культури.

## Походження
Формування культури відбувалося у Середньому Подонні за участі носіїв середньодінських та маріупольських традицій.
Ю. Я. Рассамакін підставив під сумнів формування рєпінської культури з нижньодінської культури, оскільки "за ознаками й орнаментальними схемами кераміка рєпінської культури є дуже близькою посуду типу Середній Стіг-ІІ".
Російський археолог Лев Клейн вбачав у репінцях гіпотетичних греко-аріїв, спільних пращурів греків та аріїв.

## Пам’ятки
Досліджені поселення:
- Університетське І та III у Вороніжі,
- поселення у вже неіснуючого хутору Олександрія південніше Богуславки над лівим берегом Осколу,
- Світличне, Велика Тополяха, Сердюкове над Сіверським Дінцем,
- Роздольне над Кальміусом,
- Михайлівка-ІІІ у нижній Наддніпрянщині - верхній шар, що слідує за нижнім шаром нижньомихайлівської культури, та середнім - середньостогівської культури,
- Самсонівське поселення-IV і нижньому Наддонні.

## Господарка
Було розвивунуто конярство (80 % коней у череді). 

## Вироби

### Гончарство
Посуд із домішкою товченої мушлі у замісі розвивався від гостродонних до круглотілих круглодонних горщиків з вінцем з жолобом із середини. Орнамент прикрашав верхню частину посудини. Це відбитки гребінця, мотузки, наколи, перлини та защипи. Елементи орнаменту утворюють ряди, зигзаги та лінії. 

### Мідь
Відомі мідні вироби (ніж, шило). 

## Поховання
Протягом існування культури поховальний обряд змінився від ґрунтових некрополів до орієнтованих на схід підмогильних поховань на спині у скорченому стані. Частину померлих було забарвлено вохрою.